# São Miguel da Boa Vista
São Miguel da Boa Vista este un oraș în Santa Catarina (SC), Brazilia.